# 岩淵桃音
岩淵 桃音（いわぶち ももね、2000年3月1日 - ）は、日本の元女性声優。宮城県出身。2021年12月までオフィスPACに所属していた。同年7月に活動を休止した声優ユニット「NOW ON AIR」の元メンバーで、メンバーカラーはピンク。

## 来歴
昔からアニメが好きだったが、アニメの中の声優も同じくらい好きで、「現実ではできないようなことをアニメの世界の中で体験したい」と声優に憧れていたという。
中学時代に辛い時期があり、その時に支えになってくれたのが小さい時から見ていたテレビアニメ『カードキャプターさくら』だった。小さい時から好きだったが、見返してみていたところ、声の表現の素晴らしさに気づいて違う捉え方ができるようになり、精神的に救われたという。「誰かの支えになりたいな」と思い、声優を目指してオーディションを探すようになった。
オーディション雑誌で見つけた2016年に、東北新社とCSファミリー劇場による「キミコエ・オーディション」の第1弾オーディションにおいて、約3000人の応募者から6人の合格者のうちの1人となる。合格者6人によって結成された声優ユニット「NOW ON AIR」（NOA）のメンバーとして活動。メンバー全員が主要キャラクターとして出演し、本格的な声優デビュー作となった2017年8月25日公開の劇場アニメ『きみの声をとどけたい』では土橋雫役を担当した。
2020年7月22日よりメディアミックス企画『Cheer球部!』で入野沢さくら役を務め、メインキャスト10名による声優ユニット「Qace」のメンバーとしても活動していたが、2021年2月より体調不良のためレギュラー出演していたラジオ番組『ちあたま、さくよ!』第8・9回を欠席する。番組のリニューアル後はレギュラーを外れたまま、同年6月よりホリプロインターナショナル所属の逢来りんが交代で入野沢さくら役を引き継いだ。
2021年7月にNOAの活動休止が発表されたのち同年12月28日をもってオフィスPACを退所し、芸能活動を引退した。

## 人物
趣味はライブに行くこと、高校野球観戦。特技はコントラバス。
よく爆弾発言をする。
他メンバーと同じくNOW ON AIRの楽曲の作詞をいくつか手掛けているが、中でも1stアルバム『RAINBOW’S BOX』収録曲「Light escape」の作詞を手掛けた際、サウンドプロデューサーの結城アイラから一切の直しが入らなかった才を見せた。

## 出演
太字はメインキャラクター。

### テレビアニメ
- マナリアフレンズ（2019年、女生徒、女生徒B）[11]
- 厨病激発ボーイ（2019年、女子生徒）[12]
- ノー・ガンズ・ライフ（2019年 - 2020年、子供[13][14][15]）
- 啄木鳥探偵處（2020年、女の子）[16]
- すばらしきこのせかい The Animation（2021年、アイ）

### 劇場アニメ
- きみの声をとどけたい（2017年、土橋雫[5]）

### OVA
- パディントン（2020年、ジュディ[17]） - ベビーブック1月号の付録DVDに収録されたショートアニメ

### ゲーム
- FOX -Flame of Xenocide-（2018年、ダイアナ）
- ドラゴンクエストXI 過ぎ去りし時を求めて S（2019年）[18][19]
- 永遠の七日（2019年）[20]
- ファイナルファンタジーVII リメイク（2020年）[21]
- 装甲娘 ミゼレムクライシス（2020年、ファルコン〈ヒロセツバサ〉）[22]

### 吹き替え

#### 映画
- ベビーシッターのモンスターハンティング・ガイド（2020年、キャシー）[23]

#### ドラマ
- クリミナル・マインド・シーズン13 FBI行動分析課 #17（2018年）[24]
- クリミナル・マインド・シーズン14 FBI行動分析課 #5（2019年、ベサニー）[25]
- メシア（2020年、レイア）[26]

#### アニメ
- オクトノーツとグレート・バリア・リーフ（2020年）[20]

### 舞台
- アリスインプロジェクト「ダンスライン・TOKYO[27]」（2018年5月9日 ‐ 13日、六行会ホール） - 大島由美 役

### イベント
- アリスインプロジェクト「ダンスライン・TOKYO[27]」握手会つきチケット販売イベント（2018年4月28日、池袋Acrovision）
- A＆Gサタデーライブ!（2018年12月8日、文化放送1階「サテライトプラス」）[28]
- アニラブ・オールスター2018（2018年12月30日、文化放送メディアプラスホール）[29]
- 浜祭前夜祭2019 in 文化放送（2019年11月3日、文化放送メディアプラスホール）※gacha-pinkとしても出演[30]

### ラジオ
※はインターネット配信。
- アニラブ!ガチャガチャ（2018年 - 2019年、超!A&G+※）[31]
- 岩淵桃音の本気!アニラブ女王四代目参上（2020年、超!A&G+※）[32]
- Cheer球部!全校応援ラジオ ちあたま、さくよ!（2020年 - 、音泉※）[33]

### Web配信番組
- キャラボで遊ぼ 声優ゲーム女子会〜シャドウバース編〜（2021年、ファミリー劇場CLUB） - MC[34][35]

### その他コンテンツ
- メディアミックス企画『Cheer球部!』（2020年 - 2021年、入野沢さくら〈初代〉）[36]

## ディスコグラフィ

### キャラクターソング
| 発売日         | 商品名                   | 歌          | 楽曲                         | 備考                  |
| -------------- | ------------------------ | ----------- | ---------------------------- | --------------------- |
| 2020年11月25日 | HIT&CHEER!               | Cheer球部！ | 「HIT&CHEER!」               | 『Cheer球部！』関連曲 |
| 2021年3月31日  | ダイヤみたいなGLORY DAYS | Qace        | 「ダイヤみたいなGLORY DAYS」 | 『Cheer球部！』関連曲 |

### その他参加作品
| 発売日         | 商品名                           | 歌         | 楽曲                     | 備考                                                    |
| -------------- | -------------------------------- | ---------- | ------------------------ | ------------------------------------------------------- |
| 2018年12月29日 | 本気!アニラブ 第13期テーマソング | gacha-pink | 「恋の予習はいらないよ」 | Webラジオ『アニラブ!ガチャガチャ』（第4期）テーマソング |

### ユニットメンバー
1. 1 2  援川千明（伊藤梨花子）、春原珠希（田中有紀）、水城アリサ（須藤叶希）、古村伊織（飯野美紗子）、川端華（鈴木陽斗実）、長宮小町（神戸光歩）、真田歩（片平美那）、入野沢さくら（岩淵桃音）、山科ほたる（古川未央那）、瑞野磨子（藍本あみ）
2. ↑  岩淵桃音、掛川渚、若松来海